# Anastasia Grishina
Anastasia Nikolayevna Grishina (em russo:  Анастасия Николаевна Гришина; Moscou, 16 de janeiro de 1996) é uma ginasta russa membro da equipe que conquistou a medalha de prata por equipes nos Jogos Olímpicos de Londres 2012.